# Манкович Михайло Михайлович

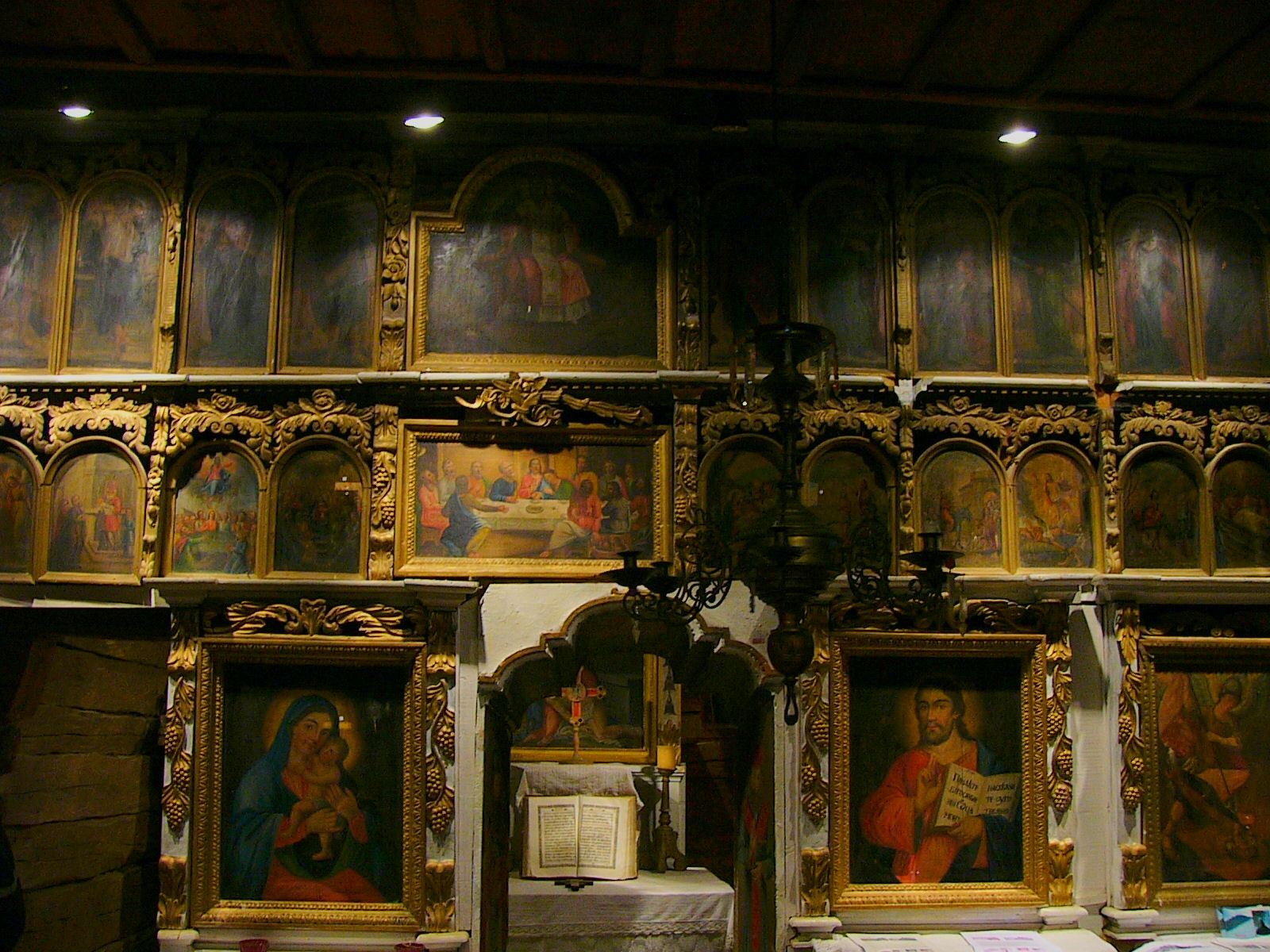
Іконостас з іконами Михайла Манковича в Іновцю

Михайло Михайлович Манкович (16 жовтня 1785, Блажов, окрес Сабінов, Пряшівський край, Угорське королівство — 21 жовтня 1853, Ужгород, Угорське королівство) — живописець, іконописець і стінописець, офіціальний живописець в жупах Берег, Земплін, Унг.

## Біографія
Батько його, також Михайло Манкович, у 1757—1791 рр. був парохом в Блажові. Михайло-молодший навчався у Сабінові, Левочі, а потім у богословській семінарії в Ужгороді. Звідти єпископ Андрій Бачинський відправив його до Відня навчатися в Академії мистецтва. У його навчаннях була перерва, під час якої він здійснив творчу подорож по Австрії, до Львова і далі аж до Києва і Москви. Потім повернувся до Відня, завершив навчання і отримав диплом живописця. Одруживсяз М. Бачинською і з 1813 р. мав посаду церковного живописця. Його роботи представлені в церквах трьох жуп: Берег, Земплін, Унг. Останні роки життя прожив в Ужгороді, де помер у віці 68 років і був похований.

## Творчість
На Пряшівщині розмалював церкви в Снакові, у Біловежі (1817), Фулянці (1830), Нягові (1831). Для церкви Нижньої Радвані (тепер Радвань-над Лабірцем) намалював ікону «Покладення Христа до гробу». Виготовив іконостас в Чабалівцях (1814).
На замовлення церковних ієрархів малював копії образів релігійної тематики відомих митців.
З оригінальної творчості митця найбільш відомі картини «Пират», «Дочка Лотова», «Йосип та Потіфар», «Магдалина». Після смерти митця велика частина його робіт перейшла до приватної колекції родини Зубрицьких. Серед тих робіт був його автопортрет, портрет його дружини і їхньої доньки.
У кінци 2015 р. у дерев'яному храмі Архангела Михаїла в Іновцю закінчили реставрацію новознайдених ікон Михайла Манковича. Реставраторы вважають Манковича одним з перших представників європейського назаренизму у Підкарпатті.